# Böhmen-Mähren
Böhmen-Mähren (med dåtida tyskt språkbruk: Reichsprotektorat Böhmen und Mähren, tjeckiska: Protektorát Čechy a Morava) var ett tyskt protektorat som inrättades efter annekteringen av området i mars 1939 och existerade fram till den tyska kapitulationen 1945. Den tyska "skyddsmaktens" högste representant för Böhmen-Mähren var riksprotektorn. 
Protektoratet bestod av de tjeckisktalande delarna av Tjeckoslovakien. Sudetlandet och Slovakien hörde inte till Böhmen-Mähren. Protektoratet utlovades till en början autonomi inom det Tyska riket. Autonomin visade sig vara mer eller mindre skenbar, vilket ledde till ett ökat tjeckiskt motstånd mot den tyska ockupationsmakten. Tyskarna bekämpade motståndet med hårda metoder. Terrorn nådde sin kulmen då, från Storbritannien influgna, motståndsmän i slutet av maj 1942 dödade riksprotektorn Reinhard Heydrich. Tyskarna besvarade denna åtgärd bland annat med Lidicemassakern.

## Tysk förvaltning
Böhmen-Mähren var ett tyskt protektorat och det hade inga egna förbindelser med utländska makter vare sig i politiskt eller ekonomiskt hänseende. Det var en del av det Tyska riket och dess inre förhållanden reglerades endast genom tysk lag. Protektoratet bildade ett tyskt Wehrabschnitt (militärområde) och ett SS-Oberabschnitt, men förvaltningen avvek från den som fanns i andra tyska länder och reichsgau i det att det fanns både en tysk och en tjeckisk förvaltning. Den tjeckiska förvaltningen var autonom och försedd med viss lagstiftningsmakt, men den var helt underordnad den tyska både i teori och praktik. Den tyska förvaltningen var direkt överordnad den tyska befolkningen i protektoratet, den administrerade de funktioner som det Tyska riket direkt utövade i protektoratet (utom de militära) och den övervakade den tjeckiska förvaltningen.

### Riksprotektoratets ledning
Ämbetet som riksprotektor förlorade 1941 sin betydelse och den verkliga makten övergick till statssekreteraren, senare den tyske statsministern för riksprotektoratet.

#### Riksprotektor för Böhmen-Mähren
Ordinarie
- Konstantin von Neurath: 1939–1943
- Reichsleiter Dr. Wilhelm Frick: 1943–1945

Ställföreträdande
- SS-Obergruppenführer Reinhard Heydrich: 1941–1942

Tjänsteförrättande
- SS-Oberstgruppenführer och general i ordningspolisen Kurt Daluege: 1942–1943

Källa: 

#### Statssekreterare hos Riksprotektorn (till 1943)/Tysk statsminister för Böhmen och Mähren (från 1943)
Statsministern fick sina order genom Riksinrikesministeriet i Berlin. Han hade en ställning som motsvarade en riksståthållares, men var tillika Höhere SS- und Polizeiführer i protektoratet.
- SS-Obergruppenführer Dr. Karl Hermann Frank: 1939–1945.[3]
  - Statsministeriet
    - Ministerkansliet
    - Centralförvaltning
    - Revisionsmyndighet
    - Inrikesdepartementet
    - Justitiedepartementet
    - Utbildningsdepartementet
    - Kulturdepartementet
    - Ekonomi- och arbetsdepartementet
    - Livsmedelsförsörjnings- och jordbruksdepartementet
    - Finansdepartementet
    - Kommunikations- och teknikdepartementet
    - Post- och teledepartementet

  - Chefen för Ordnungspolizei i protektoratet
  - Chefen för Sicherheitspolizei och Sicherheitsdienst i protektoratet

Källa: 

### Tysk regional förvaltning

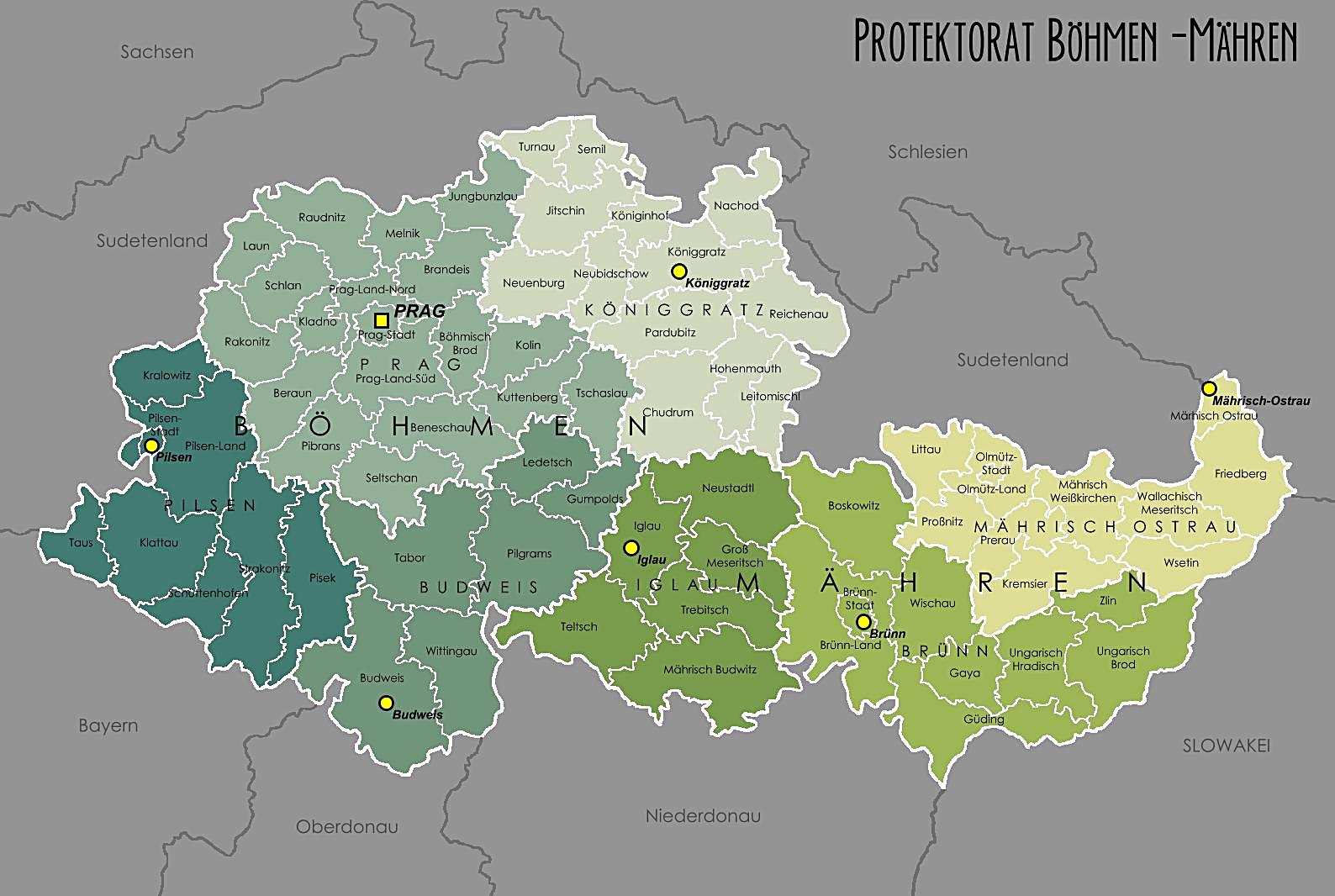
Protektoratets sju överlantrådskretsar sedan 1942.

Till 1942 var protektoratet indelat i 15 Oberlandratsgebiete med underordnade kretsförvaltningar. Detta år minskades antalet till 7 samtidigt som överlantrådens uppgifter förändrades från direkt förvaltning till att övervaka den tjeckiska förvaltningen som samtidigt övertog överlantrådens tidigare direkta förvaltningsuppdrag.

### Tysk polis
Den tyska polisen i protektoratet var organiserad på samma sätt som i riket i stort. Till 1944 utgjorde protektoratet två SS-Abschnitt, men det blev 1944 ett SS-Oberabschnitt under vilket inte endast Böhmen och Mähren, utan även Sudetlandet lydde.

#### Ordnungspolizei
Befälhavaren för den tyska ordningspolisen var tillika chef för den tjeckiska regeringspolisen.
- Befälhavare för Ordnungspolizei i Böhmen-Mähren (BdO), Prag

| Namn              | Ämbetstid                          |
| ----------------- | ---------------------------------- |
| Jürgen von Kamptz | 1 september 1939 – 1 maj 1941      |
| Otto von Oelhafen | 1 maj 1941 – 22 augusti 1941       |
| Paul Riege        | 22 augusti 1941 – 1 september 1943 |
| Ernst Hitzegrad   | 1 september 1943 – 1 februari 1945 |
| Paul Otto Geibel  | 1 februari 1945 – maj 1945         |

Källa:
- Polispresidiet i Prag
- Polisdirektionen i Brünn
- Polisdirektionen i Iglau
- Polisdirektionen i Mährisch Ostrau
- Polisdirektionen i Pilsen

Källa:

##### Feuerschutzpolizei
- Prag
- Feuerschutzpolizei-Regiment Böhmen-Mähren, Pilsen

Källa:

##### Luftschutzpolizei
- Prag
- Brünn
- Mährisch Ostrau
- Pilsen

Källa:

##### Technische Nothilfe
- Bezirksgruppe Böhmen, Prag
- Bezirksgruppe Mähren, Brünn

Källa:

#### Sicherheitspolizei och Sicherheitsdienst
- Befälhavaren för Sicherheitspolizei (Sipo) och Sicherheitsdienst (SD), Prag

| Namn              | Ämbetstid                     |
| ----------------- | ----------------------------- |
| Heinrich Müller   | 1 mars 1939 – maj 1939        |
| Otto Rasch        | maj 1939 – 2 juni 1939        |
| Walter Stahlecker | 2 juni 1939 – april 1940      |
| Horst Böhme       | april 1940 – 1 september 1942 |
| Erwin Weinmann    | 1 september 1942 – 9 maj 1945 |

Källa:
- Stapo-Leitstelle (regional huvudavdelning för Gestapo) Prag
- Stapo-Leitstelle (regional huvudavdelning för Gestapo) Brünn
- Kripo-Leitstelle (regional huvudavdelning för Kripo) Prag
- Kripo-Stelle (Kripoavdelning) Brünn
- SD-Leitabschnitt Prag

Källa:

## Tjeckisk förvaltning

### Presidenten
Riksprotektoratets tjeckiske president, var förkrigs-Tjeckoslovakiets siste president Emil Hácha. Som riksprotektoratets president innehade han sitt ämbete efter Hitlers godkännande.
- Se även: Lista över Riksprotektoratet Böhmen-Mährens politiska ledare

### Tjeckisk militär
Regeringstrupperna i protektoratet Böhmen-Mähren bestod av cirka 7000 soldater. De var indelade i 12 bataljoner och ägnade sig främst åt vakttjänst och ceremoniella uppgifter.

### Tjeckisk polis
Den tjeckiska polisen bestod av den uniformerade protektoratspolisen och protektoratskriminalpolisen. Vardera polisorganisationerna stod sedan 1942 under tyska generalkommendanter vilka var befälhavaren för den tyska ordningspolisen respektive befälhavaren för den tyska säkerhetspolisen i protektoratet. 
Uniformerade protektoratspolisen
- Gendarmeriet var verksamt på landsbygden.
- Uniformerade regeringspolisen hette före 1944 uniformerade poliskåren och var verksam i större städer.
- Uniformerade kommunalpolisen var verksam i mindre städer.
- Brandförsvarpolisen bestod av yrkesbrandkårerna.

Icke-uniformerade protektoratspolisen
- Regeringskriminalpolisen (vládní kriminální policie) hette före 1944 den icke-uniformerade poliskåren.
- Kommunalkriminalpolisen (obecní kriminální policie) hette före 1944 den icke uniformerade kommunalpolisen.

Källa: